# Kamiani Mist
Kamiani Mist (en ucraniano: Кам'яний Міст) es un pueblo ucraniano perteneciente al óblast de Mikolaiv. Situado en el sur del país, forma parte del raión de Pervomaisk y es centro del municipio (hromada) homónimo.  

## Toponimia
El nombre de la ciudad en ruso es Kamenni Most (en ruso: Каменный Мост).

## Geografía
Kamiani Mist se encuentra 15 km al suroeste de Pervomaisk y a 138 km al noroeste de Mikolaiv. 

## Historia
Con la puesta en servicio del tramo ferroviario Balta-Olviopol en 1867, se construyó una estación en los campos cercanos a la aldea de Katerinka. Dado que ya existía una estación con el mismo nombre, ocho años más tarde la estación pasó a llamarse Kamiani Most. Con la aparición de la estación, se inició un asentamiento en sus inmediaciones. 

## Demografía
Según el censo de 2001, la lengua materna de la mayoría de los habitantes, el 95,96%, es el ucraniano; del 3.,25% es el ruso.

## Infraestructura

### Transportes
La estación de tren local forma parte de la línea ferroviaria Balta-Járkov.